# Красавино
Красавино (на руски: Красавино) е град в Русия, разположен във Великоустюгски район, Вологодска област. Населението на града към 1 януари 2018 година е 6021 души.